# Stadtturm (Kronach)

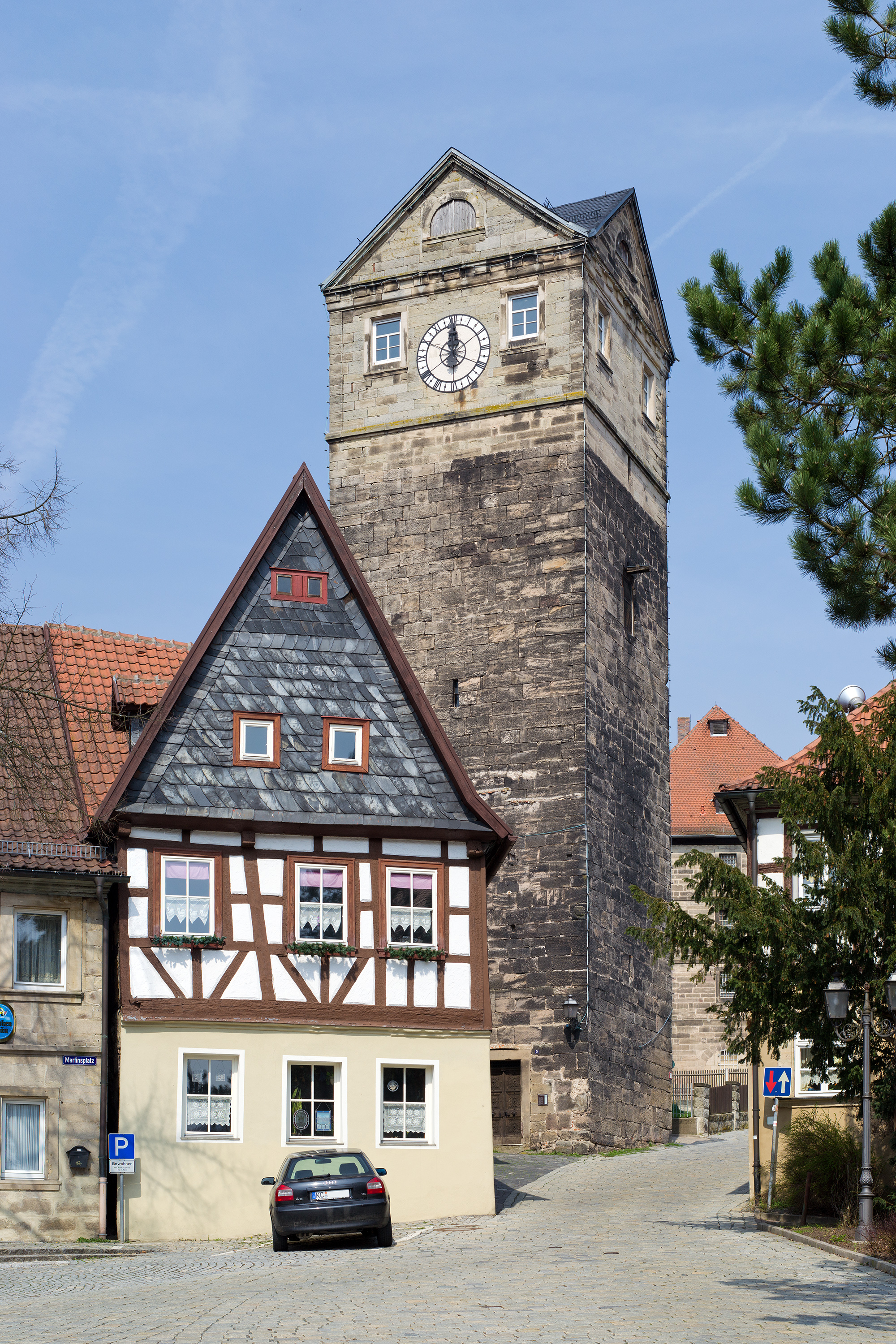
Stadtturm

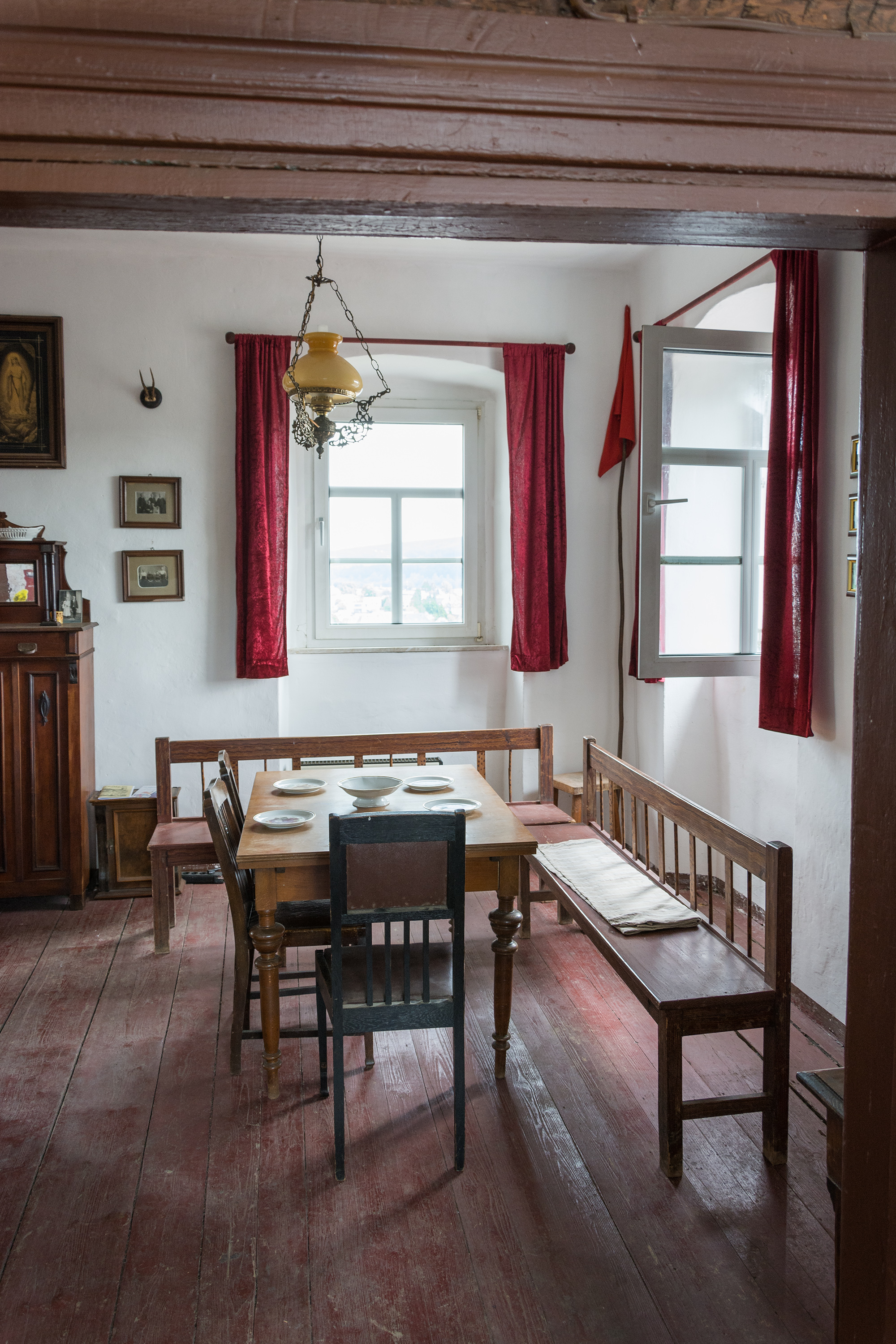
Türmerwohnung

Der Stadtturm ist ein Bestandteil der ehemaligen Befestigungsanlagen der oberfränkischen Stadt Kronach in Bayern. Er diente bis ins frühe 20. Jahrhundert hinein als Wartturm und Brandwache.

## Lage und Beschreibung
Der Stadtturm befindet sich außerhalb der Stadtmauer in der Festungsstraße im Norden der Kronacher Altstadt. Errichtet wurde der heute siebengeschossige Turm mit quadratischem Grundriss aus Sandsteinquadern. Optisch setzen sich die älteren unteren Teile des Bauwerks deutlich von dem erst im 19. Jahrhundert entstandenen Abschlussgeschoss ab. Der Eingang des Turmes befindet sich an der zur Stadt gewandten Südseite des Bauwerks. Darüber ist im zweiten Obergeschoss eine heute teilweise vermauerte rundbogige Öffnung zu erkennen. Hierbei handelt es sich um eine ehemalige Einstiegsöffnung, die mit dem Wehrgang der Stadtmauer verbunden war.

## Geschichte
Die untersten Teile des Turmes stammen aus dem 13. Jahrhundert, womit das Bauwerk vermutlich das älteste Gebäude der Stadt ist. Erstmals urkundlich erwähnt wurde der Stadtturm mutmaßlich im Jahr 1387 im Bürgerbuch der Jahre 1387 bis 1403; das dort genannte Gebäude wurde jedoch lediglich als „Turm“ – ohne Namenszusatz – bezeichnet, sodass unklar ist, ob es sich hierbei tatsächlich um den Stadtturm im heutigen Sinne handelt.
Im Jahr 1571 wurde das oberste Geschoss des Bauwerks erneuert; zusätzlich wurden dem Turm zwei weitere, achteckige Stockwerke und eine ebenfalls achteckige Zwiebelhaube aufgesetzt. 1626 wurde erstmals eine Turmuhr am Stadtturm erwähnt. Die Dachhaube und ein Teil der zusätzlichen Geschosse wurden 1813 wieder abgetragen, da der Kommandant der nördlich des Turmes gelegenen Festung Rosenberg das von dort aus einsehbare Schussfeld durch das hohe Bauwerk beeinträchtigt sah. Im Jahr 1819 entstand das heutige Abschlussgeschoss des damit etwa 30 m hohen Turmes, das bis 1916 (andere Quelle: 1925) dem Stadttürmer als Türmerstube diente. Dieser hatte neben seiner Pflicht, die Bewohner der Stadt vor Bränden oder sich nähernden Feinden zu warnen, auch die Aufgabe, allabendlich die sogenannte Wein- oder Schlafglocke zu läuten, um auf die bevorstehende Schließung der Stadttore hinzuweisen.
Bis zum Jahr 1973 wurde der Turm noch als Sozialwohnung genutzt, danach diente er verschiedenen Kronachern als Ferien- oder Wochenenddomizil. Im Jahr 2010 wurde der Stadtturm an einen Privatmann vermietet, der das inzwischen undicht gewordene Dach des Gebäudes und die von Schimmelpilz befallene Wohnung in Eigenleistung restauriert und in annähernd den Zustand versetzt hat, in dem sie sich um das Jahr 1900 präsentierte. Wann immer der neue „Stadttürmer“ in seiner Wohnung anwesend ist, kann der Turm von interessierten Besuchern besichtigt werden.